# KiKA-Figuren in Erfurt
Die KiKA-Figuren in Erfurt sind Plastiken bekannter Figuren aus dem Bereich der Kindermedien, die in der thüringischen Landeshauptstadt Erfurt aufgestellt sind. Die Idee zur Aufstellung der Figuren geht zurück auf das zehnjährige Jubiläum des Kinderkanals im Jahr 2007.
Die Figuren sind beliebte Fotomotive, aber auch Ziele von Vandalismus, und sollen für den Kindermedienstandort Thüringen werben.
| Foto                                                                               | Figur(en)                           | Standort                                             | Aufstellungsdatum  | Künstler                                    | Beschreibung |
| ---------------------------------------------------------------------------------- | ----------------------------------- | ---------------------------------------------------- | ------------------ | ------------------------------------------- | --- |
| Bernd das Brot neben dem Rathaus                                                   | Bernd das Brot                      | neben dem Rathaus am Rande des Fischmarkts (Karte)   | 8. Juli 2007       | Frank Meyer Thomas Lindner                  | Die Plastik Bernd das Brot wurde als erste Figur im Juli 2007 neben dem Erfurter Rathaus aufgestellt. 2009 wurde er entführt und tauchte erst Tage später wieder auf. |
| Das Sandmännchen auf der Bank an der Rathausbrücke                                 | Sandmännchen                        | Kreuzgasse hinter der Krämerbrücke                   | Okt. 2008          | Christian Paschold                          | Das Sandmännchen wurde 2008, als zweite Figur nach Bernd dem Brot, auf einer Bank bei der Rathausbrücke aufgestellt. Wegen der Umbauarbeiten der Rathausbrücke zog das Sandmännchen in die Kreuzgasse (gleich hinter der Krämerbrücke). Dort bleibt es nun. |
| Maus und Elefant auf dem Anger                                                     | Maus und Elefant                    | auf dem Anger (Karte)                                | Mai 2009           | Frank Meyer (Maus) Thomas Lindner (Elefant) | Die bekannte Maus und der blaue Elefant sind auf dem Anger zu finden. Der frühere Standort war auf der Insel hinter der Rathausbrücke beim Sandmännchen. |
| Die schwarz-gelb gestreifte Tigerente in der Schlösserstraße                       | Tigerente                           | in der Schlösserstraße (Karte)                       | Mai 2009           | Thomas Lindner                              | Die gestreifte Tigerente steht in der Schlösserstraße südlich des Fischmarkts. |
| Tabaluga auf einem Felsen sitzend am Rande des Hirschgartens vor der Staatskanzlei | Tabaluga                            | vor der Staatskanzlei (Karte)                        | Juli 2009          | Thomas Lindner                              | Der grüne Drache Tabaluga findet sich im Nordosten des Hirschgartens vor der Thüringer Staatskanzlei. |
| Käpt’n Blaubär und Hein Blöd in ihrem Kahn auf der Gera                            | Käpt’n Blaubär und Hein Blöd        | in der Gera nahe der Schlösserbrücke (Karte)         | Sep. 2009          | Frank Meyer                                 | In ihrem Kahn auf dem Breitstrom der Gera sitzen der durchs Fernrohr schauende Käpt’n Blaubär und der rudernde Hein Blöd. Ende Juli 2019 wurde die Figur Hein Blöds von Unbekannten geköpft. Der Rest der Figur, also auch Käpt’n Blaubär und der Kahn, wurden daraufhin entfernt, um Kindern den Anblick zu ersparen. Im November 2019 wurde die Figur mit neuem Kopf wieder an derselben Stelle aufgestellt.                                                                                |
| Das blaue Kikaninchen auf dem Spielplatz                                           | Kikaninchen                         | auf dem Spielplatz hinter der Krämerbrücke (Karte)   | Okt. 2010          |                                             | Das Kikaninchen steht auf dem neu geschaffenen Spielplatz hinter der Krämerbrücke. |
| Rabe Rudi und der sprechende Koffer am Flughafen Erfurt-Weimar                     | Rabe Rudi und der sprechende Koffer | am Haupteingang des Flughafens Erfurt-Weimar (Karte) | Apr. 2012          | Thomas Lindner                              | Rabe Rudi saß seit 2012 mit seinem Koffer auf einem Gepäckwagen in der Abfertigungshalle des Flughafens Erfurt-Weimar. Inzwischen steht er direkt am Haupteingang. |
| Der Goldene Spatz vor dem F1                                                       | Goldener Spatz                      | Einkaufszentrum F1/CineStar (Karte)                  | 7. Juni 2012       | Frank Meyer                                 | Der Goldene Spatz als Symbolfigur des gleichnamigen Kinder-Medien-Festivals steht am Einkaufszentrum F1/Kino CineStar. |
| Pittiplatsch an der Erfurter Rathausbrücke                                         | Pittiplatsch                        | an der Rathausbrücke (Karte)                         | 14. November 2017  | Thomas Lindner                              | Der Kobold Pittiplatsch sitzt seit 2017 auf einer Bank auf der renovierten Rathausbrücke. In den Händen hält er ein sechsspeichiges Steuerrad, das dem Logo der Stadt Erfurt entnommen und letztlich auf das Erfurter Wappen zurückzuführen ist. Anfang Dezember 2018 wurde Pittiplatsch Opfer von Vandalismus: Seine Kapitänsmütze wurde heruntergerissen. Die Mütze konnte schnell wiedergefunden und die reparierte Figur nur wenige Tage später wieder am alten Platz installiert werden. |
| Die KiKa-Figuren von Moppi und Schnatterinchen hinter der Krämerbrücke in Erfurt   | Schnatterinchen und Moppi           | Freifläche hinter der Krämerbrücke                   | 19. September 2019 | Thomas Lindner Melanie Fieger               | Finanziert aus Spenden |
| Die KiKa-Figuren von Herrn Fuchs und Frau Elster auf dem Theaterplatz in Erfurt    | Herr Fuchs und Frau Elster          | Platz vor dem Theater                                | 21. September 2020 | Thomas Lindner Melanie Fieger               | Finanziert aus Spenden |
| Die KiKa-Figur Fidi auf dem Petersberg in Erfurt                                   | Fidi                                | Petersberg (Karte)                                   | 2. Juli 2022       | Frank Meyer                                 | Die Fledermaus Fidi aus dem KiKA Baumhaus steht seit 2. Juli 2022 neben dem Restaurant auf dem Petersberg in Erfurt. |
| Die KiKa-Figuren Jan und Henry am Zoopark in Erfurt                                | Jan und Henry                       | Zoopark Erfurt (Karte)                               | 10. August 2025    | Frank Meyer                                 | Die Erdmännchen Jan und Henry stehen seit 10. August 2025 am Haupteingang des Zooparks in Erfurt. |